# Madeleine Stowe
Madeleine Marie Stowe Mora (* 18. srpna 1958 Los Angeles) je americká herečka. Je známá z filmů Pomsta (1990), Poslední mohykán (1992), 12 opic (1995) či Údolí stínů (2002). Za svou kariéru byla jednou nominovaná na ocenění Zlatý glóbus.

## Život a kariéra
Madeleine Stowe se narodila jako nejstarší z tří dcer v Los Angeles v Kalifornií. Vystudovala žurnalistiku na Univerzitě Jižní Kalifornie. V menších rolích se začala objevovat již na konci 70. let, nicméně přelomová role přišla až roku 1987, kdy si zahrála po boku Richarda Dreyfusse a Emilia Esteveze v kriminální komedií Policejní dohled. Film získal pozitivní ohlasy a další role se začaly jen hrnout.
Poté ztvárnila jednu z hlavních rolí v nepříliš úspěšném thrilleru Pomsta či v pokračování Čínské čtvrti (1974), ve filmu Dva Jakeové (1990). Nadále se kromě několika spíše průměrně hodnocených kriminálek jako například Zhoubná vášeň (1992), Záblesk ve tmě (1994) nebo Čínský měsíc (1994), objevila ve velmi úspěšném zpracování klasického románu Poslední mohykán (1992). Zde si zahrála po boku Daniela Day-Lewise. Další velký sukces zaznamenala s kultovním sci-fi filmem 12 Opic (1995), kde se setkala s Brucem Willisem či Bradem Pittem. Pak nakrátko přerušila svou hereckou kariéru, aby se mohla věnovat rodině. Nicméně do konce 90. let ztvárnila role ve snímcích Podoby lásky (1998), Zakázaná touha (1998) a Generálova dcera (1999).
V novém tisíciletí se až na pár rolí, jako například v průměrném sci-fi filmu Impostor: Živá zbraň, úspěšném válečném filmu Údolí stínů (2002) nebo v akčním propadáku Ve jménu Angela (2002), přestala věnovat filmu a stáhla se spíše do ústraní.
Za zmínku pak stojí ještě její role v krimi seriálu Vize zločinu (2007). Od roku 2011 do roku 2015 hrála hlavní roli v seriálu Pomsta, za který si roku 2012 vysloužila nominaci na Zlatý glóbus.

## Osobní život
V roce 1982 se Stowe vdala za amerického herce Briana Benbena. Spolu mají dceru narozenou v roce 1996. Se svou rodinou žije v Los Angeles.

## Filmografie

### Film
| Rok  | Název                | Role                         | Poznámky   |
| ---- | -------------------- | ---------------------------- | ---------- |
| 1981 | Gangster Wars        | Ruth Lasker                  |            |
| 1987 | Policejní dohled     | Maria McGuire                |            |
| 1988 | Tropical Snow        | Marina                       |            |
| 1989 | Super sázka          | Veronica Briskow             |            |
| 1990 | Pomsta               | Miryea Mendez                |            |
| 1990 | Dva Jakeové          | Lillian Bodine               |            |
| 1991 | Closet Land          | Victim                       |            |
| 1992 | Zhoubná vášeň        | Karen Carr                   |            |
| 1992 | Poslední mohykán     | Cora Munro                   |            |
| 1993 | Sledování            | Maria McGuire                | Cameo role |
| 1993 | Porstřihy            | Sherri Shepard               |            |
| 1994 | Čínský měsíc         | Rachel Munro                 |            |
| 1994 | Záblesk ve tmě       | Emma Brody                   |            |
| 1994 | Pistolnice           | Cody Zamora                  |            |
| 1995 | 12 opic              | Kathryn Railly               |            |
| 1998 | Zakázaná touha       | Eleanor Barret               |            |
| 1998 | Podoby lásky         | Gracie                       |            |
| 1999 | Generálova dcera     | Warr. Off. Sara Sunhill      |            |
| 2001 | Impostor: Živá zbraň | Maya Olham                   |            |
| 2002 | Údolí stínů          | Julia Moore                  |            |
| 2002 | Ve jménu Angela      | Jennifer Barrett Allieghieri |            |
| 2003 | Oktanový kult        | Senga Wilson                 |            |

### Televize
| 1978      | Baretta                     | Anna                    | Epizoda: "The Marker"         |
| 1978      | The Amazing Spider-Man      | Maria Calderon          | Epizoda: "Escort to Danger"   |
| 1978      | Narození Páně               | Marie, matka Ježíše     | Film                          |
| 1978      | The Deerslayer              | Hetty Hutter            | Film                          |
| 1979      | Barnaby Jones               | Diane                   | Epizoda: "School of Terror"   |
| 1980      | Země Beulah                 | Selma Kendrick Davis    | Minisérie                     |
| 1980      | Little House on the Prairie | Annie Crane             | Epizoda: "Portrait of Love"   |
| 1981      | Trapper John, M.D.          | Cassie                  | Epizoda: "Creepy Time Gal"    |
| 1981      | The Gangster Chronicles     | Ruth Lasker             | Minisérie                     |
| 1984      | Amazons                     | Dr. Sharon Fields       | Film                          |
| 1986      | Krev a orchideje            | Hester Ashley Murdoch   | Film                          |
| 2002      | Úžasní Ambersonovi          | Isabel Amberson Minafer | Film                          |
| 2005      | Saving Milly                | Milly Martinez          | Film                          |
| 2006      | Southern Comfort            | Charlotte               | Pilot                         |
| 2007      | Vize zločinu                | Dr. Samantha Kohl       | 5 epizod                      |
| 2009      | Naděje přichází o Vánocích  | Patricia Addison        | Film                          |
| 2011–2015 | Pomsta                      | Victoria Grayson        | 89 epizod                     |
| 2016      | 12 opic                     | Lillian                 | Epizoda: "Memory of Tomorrow" |
| 2019      | Soundtrack                  | Margot Weston           | 10 epizod                     |
| 2024      | Welcome to Derry            |                         |                               |